# Fraccionamiento el Divino Salvador
Fraccionamiento el Divino Salvador är en ort i Mexiko.   Den ligger i kommunen Tzompantepec och delstaten Tlaxcala, i den sydöstra delen av landet, 110 km öster om huvudstaden Mexico City. Fraccionamiento el Divino Salvador ligger 2 453 meter över havet och antalet invånare är 110.
Terrängen runt Fraccionamiento el Divino Salvador är platt åt nordväst, men åt sydost är den kuperad. Runt Fraccionamiento el Divino Salvador är det mycket tätbefolkat, med 1 018 invånare per kvadratkilometer. Närmaste större samhälle är Tlaxcala de Xicohtencatl, 13,8 km sydväst om Fraccionamiento el Divino Salvador. Trakten runt Fraccionamiento el Divino Salvador består till största delen av jordbruksmark.